# Micrecia methyalina
Micrecia methyalina is een vlinder uit de familie wespvlinders (Sesiidae), onderfamilie Tinthiinae.
Micrecia methyalina is voor het eerst wetenschappelijk beschreven door Hampson in 1919. De soort komt voor in het Oriëntaals gebied.